# International Scientific Optical Network
La xarxa òptica científica internacional (de l'anglès International Scientific Optical Network o Международная научная оптическая сеть, Пулковская кооперация оптических наблюдателей en rus) és un projecte internacional consistent en més de 30 telescopis en 20 observatoris a 10 països (Rússia, Ucraïna (Andrushivka), Geòrgia (Abastumani), Uzbekistan, Tadjikistan, Moldàvia, Espanya (Teide), Suïssa (Zimmerwald), Bolívia (Tarija), Estats Units (Mayhill), Itàlia (Collepardo)) organitzats per detectar, seguir i rastrejar objectes a l'espai, sobretot la brossa espacial en orbites altes, sobretot òrbita geoestacionària (GEO). El projecte ISON està dirigit pel Institut de matemàtiques aplicades de Keldysh, part de l'acadèmia de ciències russa.
Aquest projecte va descobrir els cometes C/2010 X1 (Elenin) i C/2012 S1 (ISON), aquest últim conegut con cometa ISON. El planeta nan 365756 ISON es va batejar per la xarxa.